# Fernando Soto Henríquez
Fernando Soto Henríquez (nacido el 24 de junio de 1939 en Tegucigalpa, M.D.C., República de Honduras - 25 de junio de 2006) fue un piloto de combate que destacó en la Guerra del Fútbol entre las repúblicas de Honduras y El Salvador en 1969. 
En 1958 Soto Henríquez, egresó de la Escuela de aviación de la Fuerza Aérea Hondureña como piloto subteniente de aviación, en la promoción 57 A.    

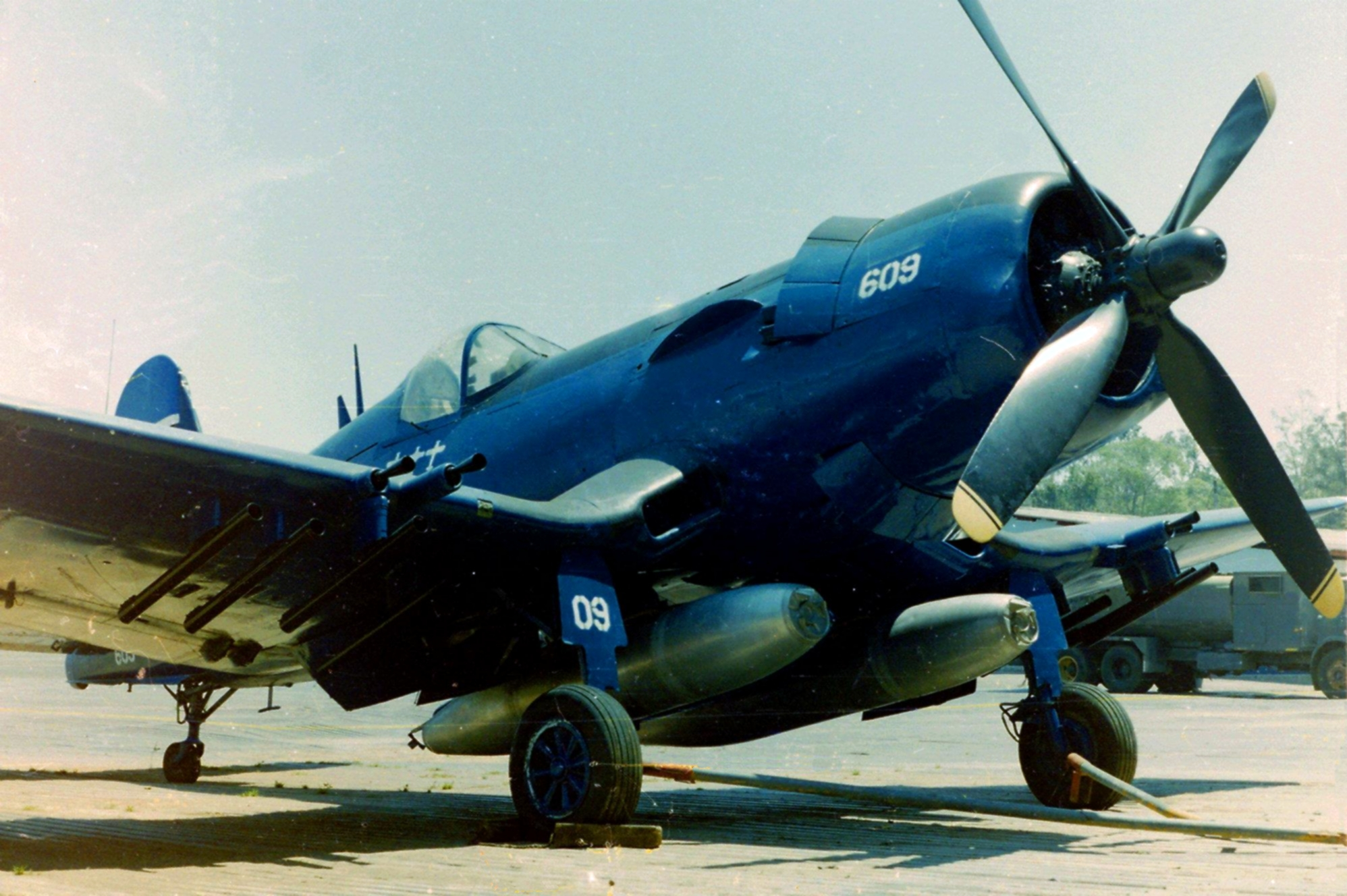
Caza Chance Vought Corsair F4u-5n, matrícula: FAH-609, usado por el héroe Soto en la "Guerra del Fútbol" en 1969.

## Hazañas
Fernando Soto Henríquez al mando de su nave una Chance Vought F4U Corsair con registro FAH-609 de la Fuerza Aérea de Honduras, anotó tres derribos en combate: un Cavalier F-51D Mustang y dos Goodyear FG-1D Corsair S de la Fuerza Aérea Salvadoreña el 17 de julio de 1969, logrados así, el de un F-51 por la mañana y dos FG-1 por la tarde, con esto se convierte en el único piloto latinoamericano en obtener 3 victorias en un conflicto bélico en suelo continental americano. Esto le logró varios reconocimientos a nivel mundial, que incluso, se le invitó a una reunión de personalidades de la aviación conocida como "Eagles Gathering" en los Estados Unidos. Estos combates aéreos entraron a la historia, por ser los últimos en realizarse, teniendo como contrarios aviones propulsados por hélices. Su aparato el "Corsair" FAH-609 fue finalmente retirado en 1981 y se encuentra en exhibición en el Museo del Aíre de la ciudad de Tegucigalpa, M.D.C. 
Después de la guerra, el Coronel Soto Henríquez, fue declarado "héroe nacional" mediante el título oficialmente otorgado en septiembre del año 2003 por el Congreso Nacional de Honduras.